# شهادة المهندس المعتمد أوروبيا
إن شهادة المهندس المعتمد أوروبيا أو EUR-ACE هي شهادة جودة تُمنح لبرامج الدرجات العلمية في الهندسة.
يتم منح شهادة الاعتماد بعد الحصول على ترخيص من الشبكة الأوروبية لاعتماد التعليم الهندسي (ENAEE). تمنح الشبكة هذا الترخيص للوكالات التي تعتمد برامج الدرجات العلمية الهندسية وفقًا لمعايير إطار المؤهلات الأوروبية (EQF) ومعايير ENAEE. 

## الوكالات المرخص لها بمنح شهادة الاعتماد
اعتبارًا من يناير 2019، الوكالات المرخص لها بمنح علامة EUR-ACE هي كما يلي:
- فنلندا – FINEEC – المركز الوطني لتقييم التعليم
- فرنسا – CTI – لجنة الألقاب الهندسية
- ألمانيا – ASIIN – وكالة الاعتماد المتخصصة لبرامج الدرجات العلمية في الهندسة وعلوم الكمبيوتر والعلوم الطبيعية والرياضيات
- أيرلندا – معهد المهندسين في أيرلندا
- إيطاليا – Quacing – وكالة شهادات الجودة واعتماد EUR-ACE لدورات الدراسات الهندسية
- كازاخستان – KazSEE – جمعية كازاخستان للتعليم الهندسي
- بولندا – KAUT – لجنة اعتماد الجامعات التكنولوجية
- البرتغال – OE – ألقاب المهندسين
- رومانيا – ARACIS – الوكالة الرومانية لضمان الجودة في التعليم العالي
- روسيا – AEER – رابطة التعليم الهندسي في روسيا
- سلوفاكيا – ZSVTS – رابطة الجمعيات العلمية والتكنولوجية السلوفاكية
- إسبانيا – ANECA / IIE – الوكالة الوطنية لتقييم الجودة والاعتماد في إسبانيا، مع معهد الهندسة الإسبانية
- سويسرا – AAQ – الوكالة السويسرية للاعتماد وضمان الجودة
- تركيا – MÜDEK – جمعية تقييم واعتماد البرامج الهندسية
- المملكة المتحدة – المجلس الهندسي

## البرامج التي تحمل شهادة الاعتماد
اعتبارًا من يناير 2019، تم منح شهادة EUR-ACE لحوالي 3000 برنامج لدرجة الهندسة في 35 دولة داخل وخارج أوروبا. 